# Velké Jeravné jezero
Velké Jeravné jezero (rusky Большое Еравное озеро), je jezero v Burjatsku v Rusku. Má rozlohu 104 km² a je 14 km dlouhé a 13 km široké. Náleží ke skupině Jeravninských jezer, která leží na rozvodí řek Vitim a Selenga.

## Vodní režim
Zdrojem vody jsou dešťové srážky tající sníh a led a také podzemní voda. Voda odtéká řekou Choloj do řeky Vitim.

## Využití
Na jezeře je rozvinutý rybolov (okoun, plotice, štika).